# أرنولد كارل يوهانسن
أرنولد كارل يوهانسن هو سياسي نرويجي، ولد في 19 فبراير 1898، وتوفي في 29 يوليو 1957. نشط حزبياً في حزب المحافظين. وقد انتخب عضو برلمان النرويج ‏ عن دائرة نورلان وقد انضم خلال فترته النيابية ‏ (1950 – 1953) للكتلة البرلمانية حزب المحافظين.